# Вулиця Нурсултана Назарбаєва
Вулиця Нурсултана Назарбаєва (рос. Улица Нурсултана Назарбаева) — вулиця у місті Казань (Росія), до 1927 року носила назву «Поперечна 3-тя Велика», до 2015 року носила назву "вулиця Есперанто", 26 червня 2015 року названа на честь президента Казахстану Нурсултана Назарбаєва.
Вулиця була названа завдяки клопотанню клубу есперантистів сільськогосподарського технікуму, що очолював І. Трігулов.
З 1947 року в зв'язку з реформуванням міста було вирішено перейменувати «політично неблагонадійні» вулиці, «Есперанто» стала вулицею імені Андрія Жданова (партійний функціонер).
У 1988 році завдяки клопотанню гуртка есперантистів на чолі з Сергієм Дем'яновичем вулиці відновлено назву «Есперанто».
У 2015 році вулиця була перейменована на честь президента Республіки Казахстан Нурсултана Назарбаєва.